# Кастроређо
Кастроређо је насеље у Италији у округу Козенца, региону Калабрија.
Према процени из 2011. у насељу је живело 244 становника. Насеље се налази на надморској висини од 807 м.

## Становништво
| 1951. | 1961. | 1971. | 1981. | 1991. | 2001. | 2011. |
| ----- | ----- | ----- | ----- | ----- | ----- | ----- |
| 1.533 | 1.396 | 1.089 | 793   | 631   | 480   | 345   |